# マティルデ・ディ・カノッサ
マティルデ・ディ・カノッサ（Matilde di Canossa, 1046年? - 1115年7月24日）は、トスカーナ女伯。トスカーナ辺境伯ボニファーチオ4世とベアトリクス・フォン・ロートリンゲンの子。ローマ教皇グレゴリウス7世の支持者で、カノッサの屈辱では教皇をカノッサ城に保護した。

## 生涯
父ボニファーチオはトスカーナからロンバルディア一帯を所有する大貴族であったが、1052年に暗殺された。母ベアトリーチェは庇護を求めて1054年に同族アルデンヌ家のロートリンゲン公ゴットフリート3世（髭公）と再婚したが、その時にマティルデはゴットフリート3世と先妻との息子ゴットフリート4世（せむし公）と婚約した。
1055年に神聖ローマ皇帝ハインリヒ3世がイタリアで勢力を拡大しつつあったゴットフリート3世のもとへ進軍した際、ゴットフリート3世は家族をイタリアにおいてロートリンゲンに逃亡し、マティルデは母とともにハインリヒ3世に捕えられた。同年、兄でトスカーナ辺境伯であったフェデリーコがカノッサ城で死去したが、これはハインリヒ3世によるものとも言われている。兄の死によりマティルデはトスカーナ辺境伯の継承者となった。翌1056年、皇帝ハインリヒ3世の死により、母とともに解放され義父ゴットフリート3世のもとに戻ることができた。
1069年に義父が死去、同年に下ロートリンゲン公ゴットフリート4世と結婚してロートリンゲンに居を移した。1071年頃に子を産んだが、子は間もなく亡くなり、1072年には単身で母の住むマントヴァに移り、二度とロートリンゲンに住むことはなかった。皇帝ハインリヒ4世を支持し続けた夫ゴットフリート4世は背が低く容貌も醜く、夫婦仲は良くなかったといわれている。1076年2月末に夫は暗殺され、同年4月には母も死去し、マティルデは1人で所領を治めることになった。

カノッサの屈辱（右がマティルダ）

教皇グレゴリウス7世とハインリヒ4世との争いでは一貫して教皇側を支持し、1077年にグレゴリウス7世がアウクスブルクでのドイツ諸侯会議へ向かう途中、ハインリヒ4世の接近を知りカノッサに避難してくると、これを保護し「カノッサの屈辱」事件となる。
ハインリヒ4世が反撃を始めると教皇派として皇帝派と戦うが、1080年にモデナ近辺の戦いで敗れ、トスカーナを失う。1081年にさらに大部分の所領を失うが、グレゴリウス7世とドイツ諸侯との連絡役として活躍する。1085年にグレゴリウス7世が亡くなると、後を継いだウィクトル3世を支持し、1090年にバイエルン公ヴェルフ2世と結婚する。ハインリヒ4世は再びイタリアに侵攻してきたが、1092年にカノッサ近くで敗れ撤退する。
1095年頃ヴェルフ2世と別れたが、これは、ヴェルフ2世の父ヴェルフ1世が皇帝側についたことによるとも、マティルデとの間に後継者が得られる可能性が低く、また、マティルデ自身が1080年頃にその所領を教会に寄進することを明らかにしており、ヴェルフ家にとって、マティルデの死後にその遺領の相続が期待できなくなったためとも言われている。1099年にフィレンツェの伯グイディー家のグイード・グエッラを養子にしたが、1108年までに解消した。1115年に後継者が無いまま亡くなり、聖ベネデット・ディ・ポリネーロ修道院に埋葬された。マティルデの遺領は教皇領、皇帝領となったが、領域内の各都市はその後自立の方向に向かい、北イタリアの都市国家群が形成されることになる。

## 関連文献
- 山辺規子「カノッサ家の盛衰 : 中世中期・北イタリアの貴族家系の一例」『研究年報』第37巻、奈良女子大学文学部、1994年3月、83-100頁、CRID 1050282813367647616、ISSN 0387-2769。